# Arteria infraorbitalis

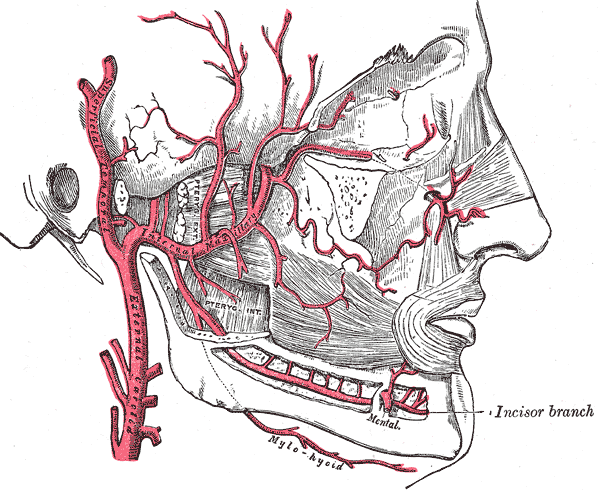
Kopfarterien des Menschen

Die Arteria infraorbitalis („Unteraugenhöhlenarterie“) ist ein Blutgefäß des Kopfes. Sie entspringt dem dritten Abschnitt der Oberkieferarterie (Arteria maxillaris) im Bereich der Fossa pterygopalatina. Anschließend tritt sie durch das Foramen maxillare in den Oberkieferknochen ein, durchzieht ihn im Canalis infraorbitalis – zusammen mit der gleichnamigen Vene und dem gleichnamigen Nerv – und tritt am Foramen infraorbitale wieder an die Oberfläche des Gesichts.
Noch in Bereich der Fossa pterygopalatina gibt die Arteria infraorbitalis mehrere Äste an einige äußere Augenmuskeln und die ableitenden Tränenwege ab. Im Canalis infraorbitalis entsendet sie Äste an die Oberkieferzähne. Nach dem Austritt aus dem Foramen infraorbitale versorgt sie die oberen Teile der vorderen Gesichtshälfte, wobei sie mit den Endästen der Arteria facialis anastomosiert.